# San Casciano in Val di Pesa
San Casciano in Val di Pesa település Olaszországban, Toszkána régióban, Firenze megyében. Lakosainak száma 16 456 fő (2023. január 1.). San Casciano in Val di Pesa Greve in Chianti, Impruneta, Scandicci, Barberino Tavarnelle és Montespertoli községekkel határos.

## Népesség
A település lakossága az elmúlt években az alábbi módon változott:
| Lakosok száma | 17 168 | 17 171 | 16 456 |
|               | 2013   | 2018   | 2023   |